# Juan José Paso
Juan José Esteban del Passo (Buenos Aires, 2 de enero de 1758-San José de Flores, 10 de septiembre de 1833), fue un doctor en leyes y político de las Provincias Unidas del Río de la Plata, actual Argentina, que promovió la Revolución de Mayo, argumentó desde lo jurídico en favor de los patriotas durante el Cabildo Abierto del 22 de mayo de 1810 y fue secretario de la Primera Junta de Gobierno, miembro del Primer y Segundo Triunvirato, diputado del Congreso de Tucumán que declaró la Independencia de la Argentina en 1816 y redactor de las constituciones nacionales de 1819 y de 1826.

## Sus inicios y el carlotismo
Juan José Paso era hijo de un panadero de origen gallego llamado Domingo del Passo, nacido en la Puebla de Bugallido, municipio de Negreira (La Coruña), el cual se estableció en Buenos Aires donde hizo una modesta fortuna. Contribuyó a la construcción de la iglesia de San Francisco, frente al solar donde estaba su casa.
Estudió en el colegio Monserrat, de Córdoba, donde conoció a Juan José Castelli. Se doctoró en leyes en la Universidad de Córdoba hacia 1779 y permaneció dos años más enseñando filosofía.
Al regresar a Buenos Aires fue designado profesor de filosofía en el Real Colegio de San Carlos y agente fiscal de la Real Hacienda. Fue uno de los fundadores del pueblo de San José de Flores, actual barrio de Flores, en Buenos Aires.
Sus hermanos Vicente José, Francisco e Ildefonso colaboraron en la Reconquista y Defensa de la ciudad cuando se produjeron las Invasiones Inglesas, mientras Juan José ejercía su profesión en Lima, la capital del Virreinato del Perú, donde se había instalado para hacer algunos negocios —con poca suerte— en una mina de oro.
De regreso al Río de la Plata, se unió al grupo de revolucionarios que aspiraban a que el Virreinato del Río de la Plata tuviese una mayor autonomía respecto a España. Al igual que Manuel Belgrano y Juan José Castelli, fue partidario del carlotismo y consideró que dicha meta podría alcanzarse con la coronación de la princesa Carlota Joaquina de Borbón, hermana del rey Fernando VII y esposa del rey Juan VI de Portugal.

## Secretario de la Primera Junta

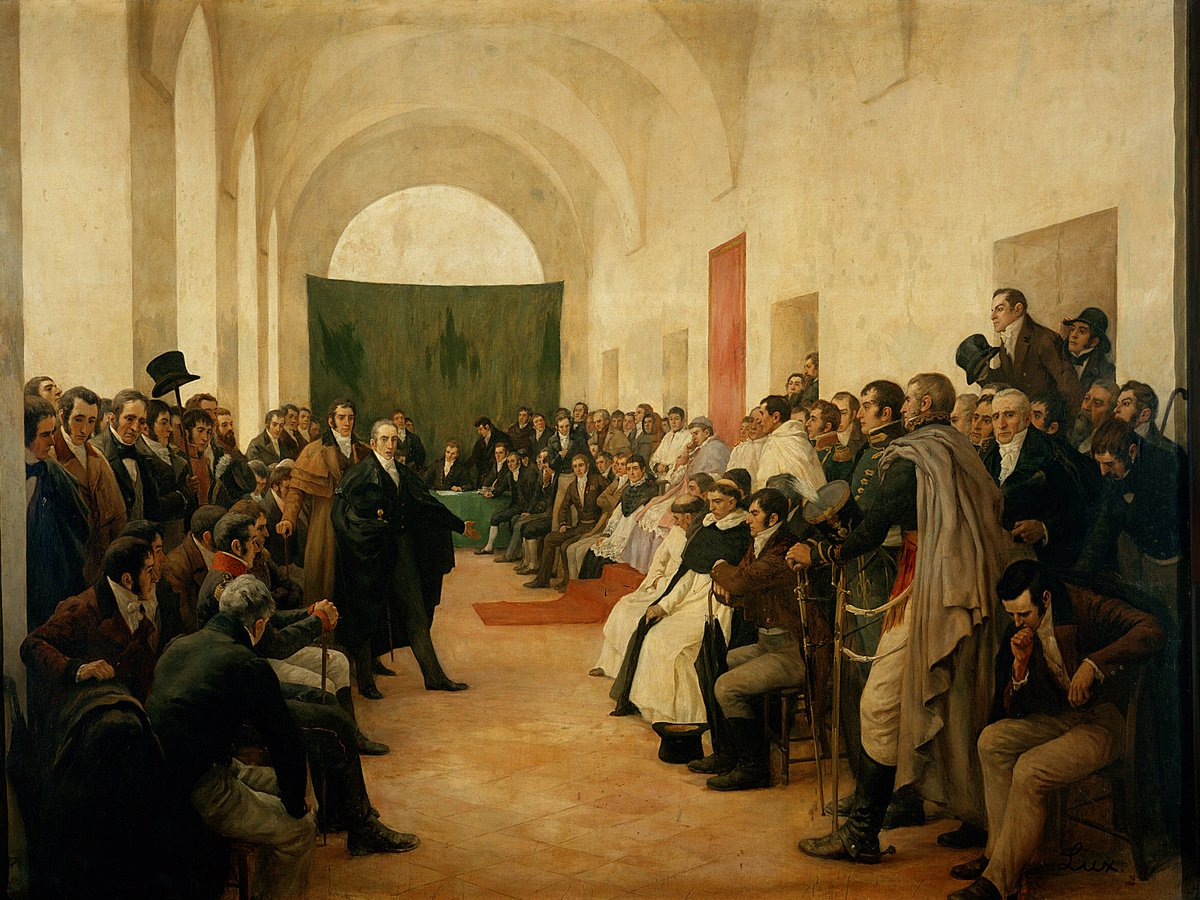
El Cabildo abierto del 22 de mayo de 1810 según Pedro Subercaseaux: se representa a Paso tomando la palabra.

Paso participó en la Revolución de Mayo y se destacó en el cabildo abierto del 22 de mayo de 1810, pronunciándose por la remoción del virrey Baltasar Hidalgo de Cisneros.
Respondió al planteo del fiscal Manuel Genaro Villota, quien argumentaba que se debía esperar el pronunciamiento de las demás ciudades, con el argumento de que Buenos Aires tomaría las decisiones en representación de las demás en defensa del interés de todos y que de inmediato las demás ciudades deberían ser convocadas para expresarse sobre lo actuado. Dicho argumento fue denominado por los historiadores como la tesis de la «hermana mayor».
Así, Buenos Aires procedió a remover de su cargo al virrey al tiempo que convocaba a diputados de las demás ciudades del virreinato. Al finalizar el cabildo abierto, la fórmula de Paso alcanzó los 20 votos que, sumados a las de Juan Nepomuceno Solá, Pascual Ruiz Huidobro, Cornelio Saavedra y Castelli, reunieron 155 votos a favor de destituir al virrey contra 69 que respaldaban la permanencia.
El 25 de mayo fue nombrado secretario de Hacienda de la Primera Junta. Allí acompañó la mayor parte de las propuestas del otro secretario, Mariano Moreno. El 12 de junio de 1810 cruzó a Montevideo para explicar la posición de la Junta a las autoridades, pero fue expulsado y reenviado a Buenos Aires, comunicándole por su medio a la Junta que era desconocida en Montevideo, hasta tanto reconociera la soberanía del Consejo de Regencia que ha jurado este pueblo obedecer.[cita requerida]
Paso y Moreno fueron los únicos que se opusieron a la incorporación de los diputados del interior a la Junta, pero después de la partida de Moreno se alineó con el presidente de ésta, Cornelio Saavedra. Junto con él y Domingo Matheu, fueron los únicos miembros de la Primera Junta que permanecieron en la Junta Grande después de la Revolución del 5 y 6 de abril de 1811.
En septiembre de 1811 integró la diputación que firmó en Montevideo el armisticio con el virrey Francisco Javier de Elío, por la que toda la Banda Oriental quedaba para el gobierno de Montevideo.

## Los dos Triunviratos
Los desórdenes de fines de 1811 fueron provocados por grupos de activistas, entre los cuales había grupos de enemigos de Saavedra, además de un grupo dirigido por Paso. El Cabildo reemplazó la Junta por un Triunvirato, del cual formaron parte Feliciano Chiclana, Manuel de Sarratea y Paso. A fines de año, lo que quedaba de la Junta Grande fue expulsada de Buenos Aires.
El gobierno quedó en manos de uno de sus secretarios, Bernardino Rivadavia, que le dio una orientación vacilante pero represiva. Paso tuvo serios altercados con Chiclana; ambos renunciaron en abril de 1812; sólo la renuncia de Paso fue aceptada, de modo que comenzó a oponerse al Primer Triunvirato y, con cautela pero decidido, fue sacando sus agitadores a la calle.
Al llegar a Buenos Aires la noticia de la batalla de Tucumán, victoria clave obtenida por Belgrano contra las órdenes de Rivadavia, el grupo de Paso y la Logia Lautaro ganaron las calles. Tres regimientos, incluyendo al de José de San Martín, ocuparon el centro de la ciudad y forzaron la renuncia del Triunvirato.
En su lugar, fue elegido un Segundo Triunvirato. Lo formaban Paso, Antonio Álvarez Jonte y Nicolás Rodríguez Peña. Tampoco este gobierno logró gobernar por sí, porque fue dominado por la Logia Lautaro. Lo más valioso que hicieron fue activar la guerra por la Independencia, tanto en el Alto Perú como frente a Montevideo, y convocar la Asamblea General Constituyente del Año XIII. Pero ésta fue dominada por la Logia. Paso fue el primer reemplazado, en abril de 1813.

## El Directorio y la declaración de la Independencia
A mediados de 1814, Paso fue enviado en misión diplomática a Chile para buscar a Cornelio Saavedra, de quien se sospechaba que estuviera conspirando; tuvo que regresar a Buenos Aires en vísperas del desastre de Rancagua. Al año siguiente participó en el derrocamiento de Carlos María de Alvear, fue designado Auditor General de Guerra del Ejército y luego fue el segundo Asesor General de Gobierno de la Provincia de Tucumán.
En 1816 fue designado diputado por Buenos Aires en el Congreso de Tucumán. Fue su secretario durante toda su existencia, y tuvo la oportunidad de leer el Acta de la Independencia, el 9 de julio de 1816.

## Diputado constituyente
Trasladado el Congreso a Buenos Aires, se pronunció por la monarquía constitucional y participó en la redacción del Estatuto Provisional de Gobierno de 1817 y de la Constitución unitaria de 1819.
Fue asesor del Director Supremo de las Provincias Unidas del Río de la Plata José Rondeau y salvó la vida del almirante Guillermo Brown, al aconsejar a su jefe que le perdonara en un juicio injusto por deserción.
Bajo el gobierno de Manuel de Sarratea, su adversario político, fue encarcelado por breve tiempo. Fue diputado provincial en Buenos Aires entre 1822 y 1824, siendo presidente de ese cuerpo legislativo, y redactó las leyes para la fundación del Banco de Descuentos, la promoción de la imprenta y la organización del Ejército Nacional. Fue elegido diputado por Buenos Aires al Congreso de 1824, apoyó el nombramiento de Rivadavia como primer presidente de las Provincias Unidas del Río de la Plata y votó la Constitución argentina de 1826.
Se retiró de la política en 1826, disgustado por los violentos desacuerdos entre las provincias, que se dividían entre unitarios y federales. Después de 1827, no volvió a figurar en funciones públicas, pero apoyó los gobiernos federales de Manuel Dorrego y Juan Manuel de Rosas, de quien fue asesor.

## Muerte
Falleció en el pueblo de San José de Flores el 10 de septiembre de 1833, y sus restos descansan en el cementerio de la Recoleta de la ciudad de Buenos Aires.